# Mehrseitenhobelmaschine
Die Mehrseitenhobelmaschine, Vierseitenhobelmaschine oder Vierseiter, abgekürzt HM, ist eine Holzbearbeitungsmaschine, die in einem Arbeitsgang mehrere Hobelvorgänge durchführen kann. Sie wird zur Serien- oder Massenanfertigung viereckiger, langer Werkstücke aus Schnittholz verwendet, bei denen eine höhere Maßgenauigkeit und/oder Oberflächengüte erwünscht ist, als durch Sägezuschnitt möglich ist.

## Verwendung

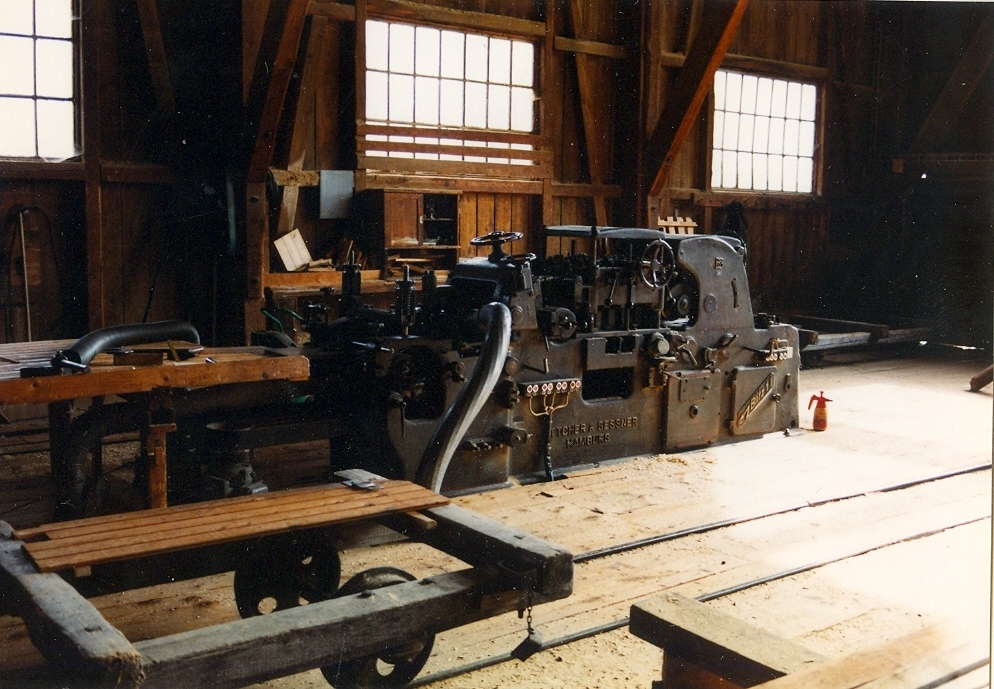
Vierseitenhobelmaschine Böttcher & Gessner Blitz 11

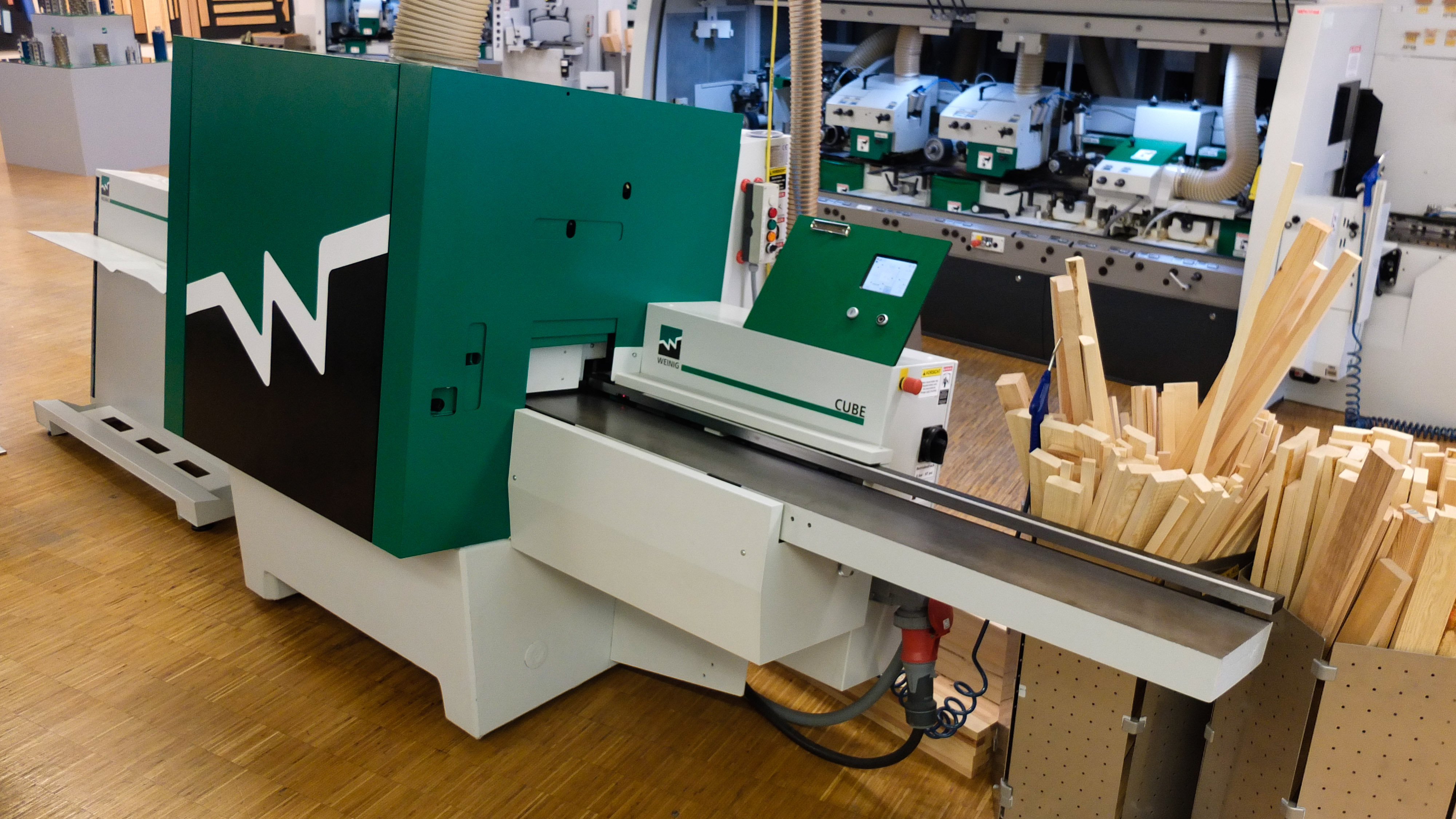
Vierseitenhobelmaschine Weinig Cube

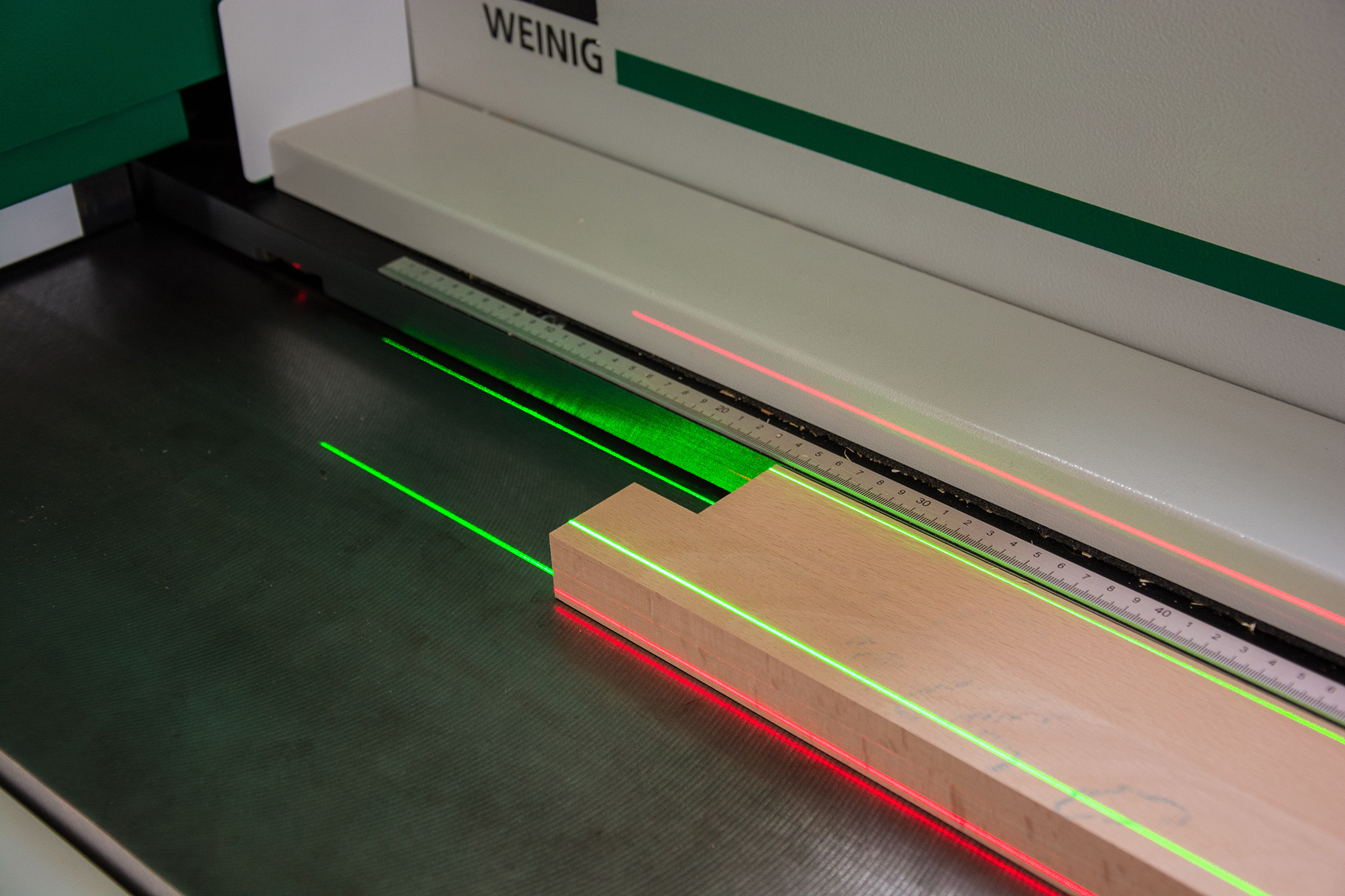
Vierseitenhobelmaschine Weinig Cube: Vor der Bearbeitung zeigen Laserstrahlen die Dimensionen des fertigen Werkstücks

Nacheinander führt sie einen Abricht-, Füge- und Dickehobelvorgang aus. Sie bearbeitet dabei alle vier Seiten des Werkstückes. Das Werkstück wird durch Transportrollen an den jeweiligen Werkzeugen, die sich auf den Arbeitsspindeln befinden, vorbeigeführt. Oft sind zusätzliche Fräsgeräte vorhanden, die eine gleichzeitige Profilierung aller Werkstückkanten ermöglichen. In der Regel werden sie für Massenanfertigung von Werkstücken verwendet, deren Abmessung zwischen 22 mm × 5 mm und 260 mm × 160 mm beträgt.
In den letzten Jahren werden auch kleinere Maschinen angeboten, mit denen Einzelstückfertigung sinnvoll ist. Sie verfügen über einfache Steuerungssysteme, die ein sehr schnelles Rüsten der Maschine erlauben.
Heutige Maschinen sind meist CNC-gesteuert oder besitzen eine speicherprogrammierbare Steuerung. Sie stellen sich elektromotorisch an das gewünschte Werkstückformat an und die aktuelle Werkzeugposition, bzw. Abmessung wird digital angezeigt.

## Probleme bei der Profilierung
Mit einer Mehrseitenhobelmaschine kann, wenn die Hobelköpfe es zulassen, auch in geringem Umfang profiliert werden. Das Rüsten der Profile (meistens Fasen- oder Radienprofile) ist aber in der Regel sehr aufwändig. Bei einer Hobel- und Kehlmaschine kann die Spindel in 2 Dimensionen in einem größeren Bereich leicht verstellt werden, die Spindeln der Vierseitenhobelmaschine sind nur in jeweils einer Dimension leicht verstellbar, nämlich zur Dickeneinstellung.